# 動力地球
動力地球（英語：Dynamic Earth），最初名為「我們的動力地球」（Our Dynamic Earth），是愛丁堡的一個非營利旅遊景點和科學中心，也是蘇格蘭最大的互動式旅遊景點。動力地球位於荷里路德地區，緊鄰蘇格蘭議會大樓。動力地球基於蘇格蘭法律登記為慈善機構，由動力地球慈善信託（The Dynamic Earth Charitable Trust）所有。動力地球由伊麗莎白二世在1999年揭幕。
動力地球的所在地靠近蘇格蘭地質學家詹姆斯·赫頓18世紀時在愛丁堡生活和工作的地方。動力地球表示其目標是「始終是最有趣的遊玩、學習和工作的地方」，一個展示地球故事的景點。

## 歷史
動力地球由千禧委員會和国家遗产彩票基金、蘇格蘭政府贊助，其是荷里路德地區前工業區都市更新計劃的一部分。所在地曾建有瓦斯廠和釀酒廠。動力地球的設計和建築成本耗資約3,400萬英鎊（整個地區的預算有1.5億英鎊），是第一個開放的主要英國千禧年景點。其它由千禧年委員會贊助的展館包括格拉斯哥科學中心、福爾柯克輪和倫敦的千禧巨蛋。1999年，伊麗莎白二世揭幕了動力地球。

## 設計

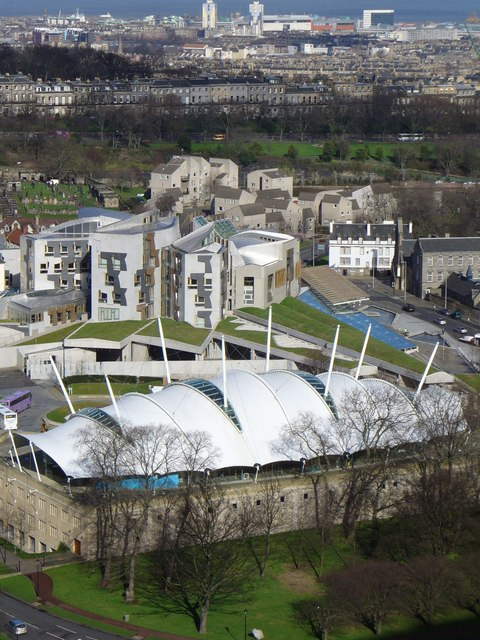
俯瞰動力地球

動力地球的建築結構由鋼製框架支撐的膜狀物構成，設計者是邁克·霍普金斯和夥伴。建築設計融合了當地原有釀酒廠的外牆。
建築旨在展示展示自然和技巧之間的關係，包括有三個部分：編織物屋頂、兩層高的露台展示空間及入口前院。大的入口區域意圖在完全室內的環境下營造出戶外的感覺。博物館前方有一個大型圓形劇場，用來舉辦大型戶外活動或作為集體參觀的集合地點。

## 特徵
動力地球聲稱「遊客可體驗我們星球的演化，並看到超過數百萬年歷史中形成環境的驚異力量」。遊客可以參觀一個90分鐘的時間倒流之旅，體驗火山噴發、真實大小的翼龍和熱帶雨林。動力地球還設有一個名為ShowDome的360°數位電影院，上映地球故事的趣味教育電影。電影院還可以轉換為互動天象儀和太空體驗設施。除了互動展覽之外，動力地球還設有咖啡廳和禮品店。動力地球是完全無障礙設施，並為視障和聽障人士提供英文導覽。

## 評價
動力地球被VisitScotland定為五星世界級旅遊景點。
建築本身在2001年自英國皇家建築師協會獲得RIBA區域獎，在2000年獲得公民信託獎。

### 遊客人數
和同期的許多科學中心類似（包括倫敦的千禧體驗和歐文的大主意博物館），動力地球最初的遊客預估被認為太過樂觀。倫敦的千禧體驗的遊客數僅有預期的一半。大主意博物館僅在開業三年後就因虧損而關閉。至2007年，動力地球已經接待超過300萬名遊客。2006年，有20.25萬人參觀動力地球，其中4.65萬人是學校參觀。為了增加收入，動力地球在2000年代中期開發了三個新的收入源，包括提供企業接待、舉辦會議和活動（包括婚禮）、允許學校和集體參觀等教育體驗。

## 外部連結
- Dynamic Earth website （页面存档备份，存于）
- VisitScotland - Dynamic Earth （页面存档备份，存于）

55°57′2.08″N 3°10′27.73″W / 55.9505778°N 3.1743694°W